# Szobahőmérséklet
A szobahőmérséklet általános értelemben a zárt épületekben hosszabb emberi tartózkodásra alkalmas hőmérsékletet jelenti. Általában 20 °C–25 °C között van[forrás?] (más hőmérséklet ajánlott az épület más-más helyiségeiben, pl. a fürdőszobában magasabb, az alváshoz alacsonyabb hőmérséklet ajánlott), de ez éghajlattól és kulturális tényezőktől függően is különböző lehet.

## Tudományos meghatározása
Tudományos számításoknál a szobahőmérsékletet 20–25 °C-nak tekintik.[forrás?] Mindazonáltal, a szobahőmérséklet nem egy precízen meghatározott fogalom, ellentétben például a normálállapottal.